# Municipio de Salem (condado de Allegan)
El municipio de Salem (en inglés: Salem Township) es un municipio ubicado en el condado de Allegan en el estado estadounidense de Míchigan. En el año 2010 tenía una población de 4.446 habitantes y una densidad poblacional de 47,65 personas por km².

## Geografía
El municipio de Salem se encuentra ubicado en las coordenadas 42°43′27.1″N 85°50′20.11″O / 42.724194, -85.8389194. Según la Oficina del Censo de los Estados Unidos, el municipio tiene una superficie total de 93,3 km² (36,0 mi²), de la cual 92,6 km² (35,8 mi²) corresponden a tierra firme y 0,7 km² (0,3 mi²) (0.75%) es agua.

## Demografía
En el 2000 la renta per cápita promedia del hogar era de $48.203, y el ingreso promedio para una familia era de $54.625. El ingreso per cápita para la localidad era de $19.620. En 2000 los hombres tenían un ingreso per cápita de $37.768 contra $26.164 para las mujeres. Alrededor del 3.30% de la población estaba bajo el umbral de pobreza nacional.